# Місіс Гарріс їде у Париж
«Місіс Гарріс їде у Париж» (англ. Mrs. Harris Goes to Paris) — історична комедійна драма 2022 року, знята та зпродюсована Ентоні Фабіаном за сценарієм, який він написав разом із Керроллом Картрайтом, Кітом Томпсоном та Олівією Гетрід. Це третя екранізація роману «Місіс» 1958 року «Арріс їде до Парижа» Пола Гелліко. У фільмі зіграли Леслі Менвіль, Ізабель Юппер, Ламбер Вільсон, Альба Баптіста, Лукас Браво, Еллен Томас, Роуз Вільямс та Джейсон Айзекс. Фільм мав значний касовий успіх у артхаусному колі США. За свою гру Менвіль була номінована на премію «Золотий глобус» як найкраща акторка в комедії або мюзиклі. Фільм також отримав номінацію на премію «Оскар» за найкращий дизайн костюмів та премію BAFTA за найкращий дизайн костюмів.

## Сюжет
У Лондоні в 1957 році місіс Ада Гарріс, овдовіла прибиральниця, стає одержима сукнею Dior от кутюр і жадає власної подібної сукні. Несподівано отримавши пенсію за загиблого на війни чолвіка, вона їде до Парижа, щоб спробувати її купити. Вона випадково потрапляє на показ колекції Dior до 10-ї річниці, і подружжується з Андре, бухгалтером Dior, і Наташею, моделлю Dior. Однак директор Dior, Клодін, обурюється вторгненням Ади в ексклюзивний світ високої моди і спочатку відмовляється прийняти Аду як клієнта. На щастя для Ади, у Dior настали важкі часи, і компанія зрештою погодилася прийняти комісію за оплату готівкою. Ада намагається замовити червону сукню, але високопоставлений клієнт замовляє її раніше за неї, і їй доводиться задовольнятися іншим кольором — зеленим. Перебуваючи в Парижі на примірках, вона залишається з Андре і заохочує його висловити свою прихильність до Наташі, яка поділяє його інтерес до екзистенціальної філософії. Коли Клодін звільняє кількох працівників Dior через фінансові причини, Ада організовує страйк і змушує Клодін та Крістіана Діора прислухатися до ідей Андре з модернізації бізнесу.
Ада повертається до Лондона зі своєю сукнею, де позичає його клієнтці, Памелі, актрисі, яка одягає його на світський захід. Однак вона згоріла. Коли друзі Ади з Dior прочитали про це в газеті, вони відправили їй червону сукню, яку вона спочатку мріяла придбати, після того як покупець не заплатив. Ада одягає цю жадану сукню на танець.

## У ролях
- Леслі Менвілл — Ада Гарріс
- Ізабель Юппер — Клодін Кольбер
- Ламберт Вілсон — маркіз де Шассань
- Альба Баптіста — Наташа
- Лукас Браво — Андре Фовель
- Еллен Томас — Ві Баттерфілд
- Роуз Вільямс — Памела Пенроуз
- Джейсон Айзекс — Арчі
- Анна Ченселлор — леді Дант
- Крістіан МакКей — Джайлз Ньюкомб
- Фредді Фокс — офіцер RAF
- Гілен Лондез- мадам Аваллон
- Філіп Бертен -Крістіан Діор
- Роксан Дюран — Маргеріт

## Виробництво
У жовтні 2020 року було оголошено, що Леслі Менвіль, Ізабель Юппер, Джейсон Айзекс, Ламберт Вільсон, Альба Баптіста та Лукас Браво приєдналися до акторського складу фільму, а Ентоні Фабіан став режисером та продюсером фільму за сценарієм, який вони написали разом. Керолл Картрайт, Кіт Томпсон та Олівія Гетрід, оснований на сюжеті роману «Місіс Арріс їде до Парижа», Пола Гелліко. Менвілл був призначений виконавчим продюсером.
Основне знімання розпочали в жовтні 2020 року. Знімання тривало понад 40 днів у Будапешті, а потім виробництво перенесли до Лондона та Парижа.

## Реліз
У березні 2021 року Focus Features придбала права на всесвітнє розповсюдження Місіс Гарріс їде до Парижа приблизно за 15 мільйонів доларів і розповсюдив фільм у США, а материнська компанія Universal Pictures розповсюджувала його на міжнародному рівні. 15 липня 2022 року він вийшов у прокат у США, хоча спочатку планувався його вихід у прокат 6 травня. Фільм вийшов у Великій Британії 30 вересня 2022 року, в Угорщині 6 жовтня 2022 року та у Франції 2 листопада 2022 року
Фільм випустили на платформах VOD 2 серпня 2022 року, а 6 вересня 2022 року відбувся реліз на Blu-ray та DVD.

## Реакція

### Каса
У США фільм заробив 2 мільйони доларів у 980 кінотеатрах за перші вихідні; 44 % його аудиторії становили жінки старше 55 років Зрештою він зібрав понад 10 мільйонів доларів у США у кінотеатрах. Дедлайн Голлівуд описав свої касові показники як «високі».

### Критика
На веб-сайті агрегатора рецензій Rotten Tomatoes 94 % із 175 відгуків критиків є позитивними із середнім рейтингом 7,4/10. Консенсус веб-сайту гласить: «Місіс Гарріс їде до Парижа під керівництвом блискучої Леслі Менвілл — це стара добра історія, розказана чарівно». Metacritic, який використовує середньозважену оцінку, поставив фільму 70 балів із 100, на основі голосів 37 критиків, що вказує на «загалом схвальні відгуки». Глядачі, опитані CinemaScore, поставили фільму середню оцінку «А» за шкалою від A+ до F.

### Нагороди та відзнаки
| Нагорода                                 | Дата церемонії  | Категорія                                   | одержувач(и)  | Результат |        |
| ---------------------------------------- | --------------- | ------------------------------------------- | ------------- | --------- | ------ |
| Премія британського незалежного кіно     | 4 грудня 2022   | Найкращий дизайн костюмів                   | Дженні Біван  | Перемога  | [ 24 ] |
| Асоціація кінокритиків St. Louis Gateway | 18 грудня 2022  | Найкращий дизайн костюмів                   | Дженні Біван  | Номінація | [ 25 ] |
| Товариство кінокритиків Сан-Дієго        | 6 січня 2023    | Найкращі костюми                            | Дженні Біван  | Runner-up | [ 26 ] |
| Золотий глобус                           | 10 січня 2023   | Найкраща жіноча роль — комедія або мюзикл   | Леслі Менвіль | Номінація | [ 27 ] |
| Премія БАФТА у кіно                      | 19 лютого 2023  | Найкращий дизайн костюмів                   | Дженні Біван  | Номінація | [ 28 ] |
| Гільдія художників з костюмів            | 27 лютого 2023  | Досконалість у кіно епохи                   | Дженні Біван  | Номінація | [ 29 ] |
| Оскар                                    | 12 березня 2023 | Премія «Оскар» за найкращий дизайн костюмів | Дженні Біван  | Номінація | [ 30 ] |